# Medford (Maine)
Medford és una població dels Estats Units a l'estat de Maine (EUA). Segons el cens del 2000 tenia 231 habitants.

## Demografia
Segons el cens del 2000, Medford tenia 231 habitants, 88 habitatges, i 69 famílies. La densitat de població era de 2,1 habitants/km².
Dels 88 habitatges en un 38,6% hi vivien nens de menys de 18 anys, en un 68,2% hi vivien parelles casades, en un 4,5% dones solteres, i en un 20,5% no eren unitats familiars. En el 19,3% dels habitatges hi vivien persones soles el 4,5% de les quals corresponia a persones de 65 anys o més que vivien soles. El nombre mitjà de persones vivint en cada habitatge era de 2,63 i el nombre mitjà de persones que vivien en cada família era de 2,91.
Per edats la població es repartia de la següent manera: un 22,1% tenia menys de 18 anys, un 6,5% entre 18 i 24, un 37,2% entre 25 i 44, un 22,1% de 45 a 60 i un 12,1% 65 anys o més.
L'edat mediana era de 39 anys. Per cada 100 dones de 18 o més anys hi havia 114,3 homes.
Entorn del 10% de les famílies i el 15% de la població estaven per davall del llindar de pobresa.